# Zonosaurus anelanelany
Zonosaurus anelanelany е вид влечуго от семейство Gerrhosauridae. Видът е уязвим и сериозно застрашен от изчезване.

## Разпространение
Разпространен е в Мадагаскар.

## Описание
Популацията на вида е намаляваща.